# Gurinhém
Gurinhém là một đô thị thuộc bang Paraíba, Brasil. Đô thị này có diện tích 309,276 km², dân số năm 2007 là 13357 người, mật độ 43,2 người/km².